# Де Оливейра, Бенжамин
Бенжамин де Оливейра (настоящее имя Бенжамин Шавес; 11 июня 1870, Пара-ди-Минас — 3 мая 1954, Рио-де-Жанейро) — бразильский музыкант, композитор, певец, актёр и цирковой клоун. Более всего известен как первый чернокожий клоун в истории Бразилии. Кроме того, считается основателем и руководителем первого в Бразилии театра-цирка. Фамилию «де Оливейра» он взял в честь своего наставника, Северино де Оливейра.

## Биография
Родился 11 июня 1870 года в Пара-ди-Минас, в глубинной области Минас-Жерайса, в семье Малахии Шавес и Леандру Жезуса. Относился к так называемым форро — он и его братья после рождения получили свободу, в то время как его отец Леандру был рабом. Он занимался розыском беглых рабов, которые бежали от работы на плантациях, стремясь обрести свободу (таких рабов называли Capitão do mato).

### Карьера
В возрасте 12 лет Бенжамин убежал из дома, вскоре присоединившись к труппе бродячего цирка Сотеро, в котором выступал в качестве воздушного гимнаста на трапеции и акробата. Три года спустя он решил бежать, после того как был избит хозяином цирка. Покинув Сотеро, он попал к цыганам, которые хотели продать его, в результате чего ему пришлось снова бежать. Он в конечном итоге был задержан встречным фермером, который утверждал, что тот является беглым рабом. Бенжамину, чтобы обрести свободу, пришлось продемонстрировать трюки, которым он обучился в цирке, дабы доказать, что он артист.
Выступая впоследствии в несколько других цирках, он однажды заменил главного клоуна цирка, в котором работал, когда тот внезапно и не было никого, кто мог бы его заменить. Его первое представление зрителям не понравилось, публикой он был отвергнут. Затем он работал в других цирках, выступая в нескольких городах, в том числе в цирке Касамба в Рио-де-Жанейро, где на представлении присутствовал тогдашний президент республики Флориану Пейшото. Удивлённый представлением Бенжамина и идеями Мануэла Гомеса, владельца цирка, президент повелел переместить цирк, который был до того расположен в фавелах, во дворец Итамарати на площади Республики. Реквизит, используемый труппой, был доставлен туда силами бразильской армии.
Он написал несколько успешных пьес, среди которых O Diabo e o Chico, Vingança Operária, Matutos na Cidade и A Noiva do Sargento. Он также выступал как певец, аккомпанируя себе на гитаре и исполняя народные и популярные песни.
В августе 1908 года он снялся в роли Пери в короткометражном фильме O Guarani, который был снят цирком Circo Spinelli и выпущен под названием Os Guaranis; сюжет поставки был вдохновлён произведением Жозе ди Аленкара. Фильм стал первым бразильским романтическим фильмом и был выпущен Photo-Cinematographica Brasileira. В 1921 году он начал издавать журнал Sai Despacho!.
В 1941 году он попросил помощи с билетами и перевозкой для 46 человек на его гастроли в Белу-Оризонти, Минас-Жерайс. Запрос подавался им в течение двух месяцев, но на все три письма он получил отказы. В 1947 году в связи с давлением со стороны журналистов на Палату депутатов, он начал получать государственную пенсию.

### Смерть
Бенжамин де Оливейра умер 3 мая 1954 года в Рио-де-Жанейро.